# Didier Raoult
Didier Raoult (n. 13 de marzo de 1952, Dakar, África Occidental Francesa) es un infectólogo y microbiólogo francés. En 1984, Raoult creó la Unidad de Rickettsias en la Universidad de Aix-Marsella (UMA). También fue profesor de enfermedades infecciosas en la Facultad de Medicina de la Universidad de Aix-Marsella. Desde 2008, Raoult es director de la Unité de Recherche sur les Maladies Infectieuses et Tropicales Emergentes.
Raoult fue uno de los 11 científicos destacados nombrados el 11 de marzo en un comité para asesorar sobre cuestiones científicas relacionadas con la epidemia de COVID-19 en Francia. No asistió a ninguna de las reuniones y dimitió del comité el 24 de marzo diciendo que se negaba a participar. Durante la pandemia obtuvo una importante atención mundial por promover la hidroxicloroquina como tratamiento de la enfermedad, a pesar de la falta de buenas pruebas de su eficacia y de la oposición de la NIH y la OMS a su uso para el tratamiento de COVID-19 en pacientes hospitalizados.

## Vida personal
Raoult nació el 13 de marzo de 1952 en Dakar, África Occidental Francesa (actual Senegal). El padre de Raoult, procedente de Bretaña, prestaba allí sus servicios como médico militar; su madre, originaria de Marsella, era enfermera. Su familia regresó a Francia en 1961 y se instaló en Marsella. Durante un tiempo fue escolarizado en Niza, y luego asistió a un internado en Brianzón.
Como no era un buen estudiante, Raoult repitió un año en el instituto, y abandonó el segundo año para enrolarse en la marina mercante francesa, en un barco llamado Renaissance, y pasó los dos años siguientes en el mar.
En 1972, se presentó al bachillerato de letras como candidato libre, y consiguió entrar en la facultad de medicina de Marsella. Creyendo en la tradición familiar en medicina, Raoult padre se negó a pagar los estudios de cualquier otra carrera. Raoult había querido ser obstetra después de obtener el título, pero su nota en el examen de prácticas fue demasiado baja para esa opción. En su lugar, se especializó en enfermedades infecciosas, siguiendo los pasos de su bisabuelo Paul Legendre (1854-1936).
En 1982, Raoult se casó con la psiquiatra y novelista Natacha Caïn (nacida en 1960). Tienen dos hijos en común.

## Carrera
Desde 2008, Raoult es el director de la Unité de Recherche sur les Maladies Infectieuses et Tropicales Emergentes (en español, la Unidad de Investigación sobre Enfermedades Infecciosas y Tropicales Emergentes, sigla URMITE), en la que trabajan más de 200 personas. Está previsto que deje este puesto en septiembre de 2022, después de que se le permitiera permanecer un año tras jubilarse de su puesto de profesor el 31 de agosto de 2021.
Didier Raoult inició la construcción de un nuevo edificio para albergar el Institut hospitalo-universitaire (IHU) Méditerranée Infection. El IHU Méditerranée Infection, inaugurado a principios de 2017, se dedica a la gestión y el estudio de las enfermedades infecciosas y combina las actividades de diagnóstico, asistencia, investigación y enseñanza en un solo lugar.
Raoult fue galardonado con el "Grand prix de l'Inserm" en 2010; Raoult recibió el "Grand Prix scientifique de la Fondation Louis D." del Instituto de Francia en 2015; compartió el premio de 450.000 euros con el biólogo Chris Bowler, del Instituto de Biología de la Escuela Normal Superior de París; el género bacteriano Raoultella fue nombrado en su honor.

#### Citas
Raoult tiene más de 2.300 publicaciones indexadas. A partir de 2008, fue "clasificado entre los diez principales investigadores franceses por la revista Nature, por el número de sus publicaciones (un crédito de más de dos mil) y por su número de citas". Según ISI Web of Knowledge, fue el microbiólogo más citado en Europa en 2014, y el séptimo a nivel mundial.
Según la fuente de Thomson Reuters "Highly Cited Researchers List", Raoult se encuentra entre los investigadores más influyentes en su campo y sus publicaciones están entre el 1% de las más consultadas en revistas académicas. Es uno de los 99 microbiólogos más citados del mundo y uno de los 73 científicos franceses más citados. Es una referencia mundial para la fiebre Q y la enfermedad de Whipple. En abril de 2017, tenía más de 104.000 citas y un índice h de 148. También está en la lista de los 400 autores más citados del mundo biomédico.
El altísimo índice de publicaciones de Raoult se debe a que "adjunta su nombre a casi todos los artículos que salen de su instituto", una práctica que Steven Salzberg ha calificado de "muy poco ética". Desde 2013 es uno de los científicos de ultramar coafiliados a la Universidad del Rey Abdulaziz de Yeda (Arabia Saudíta), conocida por "ofrecer a investigadores muy citados lucrativas cátedras adjuntas, con mínimos requisitos de presencia física, a cambio de figurar en su lista de afiliación secundaria", y aumentar así su propio índice de citas institucional.
230 de los 1.836 artículos publicados por Raoult entre 1995 y 2020 (lo que supone más de 120 al año, es decir, aproximadamente 1 artículo cada 3 días) se publicaron en 2 revistas editadas por Michel Drancourt, quien es su mano derecha en el IHU y ha sido su estrecho colaborador durante más de 35 años. Los miembros de su equipo tienen funciones editoriales en casi la mitad de las revistas que han publicado sus trabajos. Se ha sugerido que la forma en que los institutos de salud franceses obtienen financiación en función de su número de publicaciones puede estar en el origen de su gran número de publicaciones

## Controversias

### Prohibición de publicar en la Sociedad Americana de Microbiología
En 2006, Raoult y cuatro coautores fueron inhabilitados durante un año para publicar en las revistas de la Sociedad Americana de Microbiología (ASM), después de que un revisor de la revista Infection and Immunity descubriera que cuatro figuras del manuscrito revisado de un trabajo sobre un modelo de ratón para el tifus eran idénticas a las figuras del manuscrito presentado originalmente, aunque se suponía que representaban un experimento diferente. En respuesta, Raoult "renunció al consejo editorial de otras dos revistas de la ASM, canceló su membresía en la Academia Americana de Microbiología, el grupo de liderazgo honorífico de la ASM, y prohibió a su laboratorio presentar trabajos a las revistas de la ASM". En respuesta a Science, que cubrió la historia en 2012, declaró que "no dirigí el artículo y ni siquiera revisé la última versión". El artículo se publicó posteriormente en otra revista.

### COVID-19
El 17 de marzo de 2020, Raoult anunció en un vídeo en línea que un ensayo en el que participaron 24 pacientes del sureste de Francia respaldaba la afirmación de que la hidroxicloroquina y la azitromicina eran eficaces en el tratamiento de la COVID-19. El 20 de marzo, publicó en línea un informe preliminar de su estudio en la revista International Journal of Antimicrobial Agents.  El Ministro de Sanidad francés, Olivier Véran, anunció que "se llevarán a cabo nuevas pruebas para evaluar los resultados del profesor Raoult, en un intento de replicar de forma independiente los ensayos y garantizar que los hallazgos son lo suficientemente sólidos desde el punto de vista científico, antes de que se tome cualquier decisión de extender cualquier tratamiento al público en general". Véran se negó a avalar el estudio realizado por Raoult y las posibles ramificaciones sanitarias, basándose en un único estudio realizado sobre 24 personas.
Los medios de comunicación franceses también informaron de que la empresa farmacéutica francesa Sanofi había ofrecido a las autoridades francesas millones de dosis del medicamento para su uso contra el COVID-19. El 3 de abril, la Sociedad Internacional de Quimioterapia Antimicrobiana, que publica la revista, emitió un comunicado en el que afirmaba que el informe sobre el estudio no ciego y no aleatorizado "no cumple con el estándar esperado por la Sociedad, especialmente en lo que respecta a la falta de mejores explicaciones sobre los criterios de inclusión y el triaje de los pacientes para garantizar la seguridad de los mismos".
Raoult fue uno de los 11 científicos destacados nombrados el 11 de marzo en un comité para asesorar sobre cuestiones científicas relacionadas con la epidemia de COVID-19 en Francia. No asistió a ninguna de las reuniones y dimitió del comité el 24 de marzo diciendo que se negaba a participar. Denunció la "ausencia de algo científicamente sólido", y criticó a sus miembros por "no tener idea de nada". Defendió la cloroquina como fármaco de referencia para las enfermedades pulmonares, afirmando que se ha declarado repentinamente peligrosa después de haber sido utilizada con seguridad durante 80 años. A raíz de los informes y de una denuncia presentada en julio por la Sociedad Francesa de Patología Infecciosa (Spilf), el consejo departamental de la Orden de Médicos de Francia abrió un expediente formal contra Didier Raoult.

### Acusaciones de falsificación de imágenes y amenazas legales
El 5 de mayo de 2021, Elisabeth Bik (especializada en la identificación de imágenes manipuladas en artículos científicos) planteó su preocupación por docenas de artículos de Raoult, incluyendo problemas éticos, de procedimiento y metodológicos en un artículo de marzo de 2020 que informaba del éxito de un pequeño ensayo con hidroxicloroquina. Posteriormente, el abogado de Raoult anunció que éste acusaba y demandaba a la consultora de integridad científica por acoso y chantaje. La asociación francesa sin ánimo de lucro Citizen4Science, formada por científicos y ciudadanos, publicó ese mismo día un comunicado de prensa y una petición en la que denunciaba el acoso a los científicos y a los defensores de la integridad de la ciencia, defendiendo específicamente a Bik y pidiendo a las autoridades francesas que intervinieran y a los periodistas que investigaran el asunto. Varios periódicos franceses se hicieron eco inmediatamente de la iniciativa de Citizen4Science. La petición fue firmada por miles de científicos y otras personas de todo el mundo. El 22 de mayo de 2021, Raoult había iniciado un proceso judicial contra Bik. Siguieron varios artículos en los principales medios de comunicación internacionales apoyando a Bik, y un artículo en Science actualizado el 4 de junio de 2021 en el número 6546, informando de más de 3.000 firmas para la petición de Citizen4Science.
El 18 de mayo de 2021, Lonni Besançon, un investigador postdoctoral francés de la Universidad de Monash, escribió una carta abierta de apoyo a Elisabeth Bik. La carta fue firmada por más de 2200 científicos y 30 sociedades académicas.
El 1 de junio de 2021, el CNRS publicó un comunicado de prensa en el que denunciaba la "judicialización de la controversia y los debates científicos", condenando el proceso judicial de Raoult contra Elisabeth Bik. El 10 de junio de 2021, el senador francés Bernard Jomier llevó el comunicado de prensa y la petición de Citizen4Science al Senado francés a través de una pregunta escrita al Ministro de Sanidad francés Olivier Véran, exigiendo que se actúe para proteger a los portadores de la integridad científica.

### Tuberculosis
En octubre de 2021, la revista de investigación online Mediapart sacó a la luz un ensayo clínico ilegal de Raoult y el IHU sobre un tratamiento contra la tuberculosis, que llevaban a cabo desde 2017. Iniciaron el ensayo sin pedir la preceptiva aprobación del regulador francés de ensayos clínicos, y lo continuaron a pesar de sus enérgicas objeciones a su protocolo cuando finalmente pidieron permiso. Muchos de sus pacientes eran menores de edad, personas sin hogar o residentes ilegales, por lo que no podían dar su consentimiento legal al ensayo. Varios sufrieron graves efectos secundarios, como insuficiencia renal, por la conocida toxicidad de uno de los cuatro antibióticos combinados en el ensayo, y al menos un paciente contaminó a varios miembros de su familia porque el tratamiento era ineficaz y estaba mal controlado por la UCI.

## Premios y distinciones
- En 2010, recibió el Gran Premio del INSERM por el conjunto de su carrera.[64]

- En 2015, Raoult recibió el Gran Premio Científico de la Fundación Louis D del Instituto de Francia. Compartió el premio de €450 000 con el biólogo Chris Bowler, del Instituto de Biología de la Escuela Normal Superior de París (IBENS).[65]